# God Is More Than Love Can Ever Be
God Is More Than Love Can Ever Be ist ein Jazzalbum von Sun Ra. Die am 25. Juli 1979 in den Variety Studios, New York City, entstandenen Aufnahmen erschienen ab 1979 auf Saturn Records in mehreren kleinen Auflagen, zum Teil auch unter dem Titel Days of Happiness. Am 22. März 2018 wurde das Alben in einer remasterten Form auf Cosmic Myth Records wiederveröffentlicht. Es ist die einzige vollständige Studiosession im umfangreichen Sun-Ra-Katalog, die in der klassischen Pianotrio-Formation eingespielt wurde.

## Hintergrund
Der Bandleader Sun Ra entschied sich 1979, nach 25 Jahren seiner Aufnahmekarriere, in einem seit Jahrzehnten im Jazz üblichen Format aufzunehmen. Für den Schlagzeuger Samarai Celestial (eigentlich Eric Walker) war es die erste Aufnahmesession mit Sun Ra; zu ihnen gesellte sich der Bassist Hayes Burnett, der bereits ein Jahrzehnt lang immer wieder mit Sun Ra und dem Arkestra aufgetreten war, dem er auch nach Sun Ras Ableben bis zu seinem eigenen Tod 1997 treu blieb. Bei der Session von 1979 wurden die fünf Stücke spontan generiert und tauchten danach in anderen Versionen nicht mehr in der Diskographie von Sun Ra auf.
Ursprünglich von 1979 bis 1981 auf Sun Ras eigenem Saturn-Label in kleinen Auflagen (unter dem Titel Days of Happiness) veröffentlicht, wurde aber das Artwork nicht vollständig realisiert, und das Album hatte nur eine geringe Auflage. Daher sei es eine weitgehend übersehene Session im Œuvre des Bandleaders geblieben, schrieb Irwin Chusid.
Die LP- und CD-Ausgaben der Neuedition enthalten Begleittexte des Jazzhistorikers Marc Medwin und des Katalogverwalters von Sun Ra, Irwin Chusid (der die Neuauflage produzierte), sowie zwei bisher unveröffentlichte Fotos von Sun Ra von der Jazz-Fotografin Veryl Oakland.
Das Alben wurde auf Cosmic Myth Records wiederveröffentlicht in Partnerschaft von Chusid, Michael D. Anderson (vom Sun Ra Music Archive) und der Virtual Label Group, die unter Lizenz von Sun Ra LLC arbeitet, bestehend aus den Erben und Rechteinhabern von Sun Ras Musik.

## Titelliste
- Sun Ra: God Is More Than Love Can Ever Be (Cosmic Myth Records CMR 003)[3]

1. Days of Happiness 7:27
2. Magic City Blue 4:49
3. Tenderness 8:33
4. Blithe Spirit Dance 10:34
5. God Is More Than Love Can Ever Be 6:49

Die Kompositionen stammen von Sun Ra.

## Rezeption
God Is More Than Love Can Ever Be sei so etwas wie eine Rarität im Sun-Ra-Katalog, schrieb Irwin Chusid in den Liner Notes – ein zusammenhängendes Album, ohne den stilistischen Eklektizismus und „musikalischen Stuhlwechsel“, der auf vielen der selbstveröffentlichten LPs des Künstlers zu finden ist. Es sei aber auch deshalb ungewöhnlich, weil es erst 2018 neu aufgelegt wurde. Das Album biete eine intensive Mischung „kosmischer Vagabundenstimmungen“, die die Telepathie widerspiegeln, die die Essenz des kleinen Combo-Jazz ausmache.
Nach Ansicht von Chris May, der das Album in All About Jazz rezensierte, sind Sun Ras Aufnahmen im klassischen Piano-Trio-Format, bei denen er ein akustisches Instrument spielt, weniger bekannt als die, bei denen er Synthesizer und elektrische Keyboards spielte, mit denen er normalerweise in Verbindung gebracht werde. Diese Trio-Aufnahmen würden Sun Ra als einen Pianisten zeigen, der die Sensibilität von Duke Ellington oder Fletcher Henderson (für dessen Bigband er in den 1940er-Jahren Arrangements geschrieben hatte) mit einer waghalsigen Begabung für harmonische Erfindungen verbinde, die praktisch jeden anderen Post-Bop-Pianisten konservativ klingen lasse. Sun Ras Kritiker hätten oft seine Qualifikation als Jazzmusiker in Frage gestellt. Doch nur ein paar Minuten in das Album God Is More Than Love Can Ever Be zu hören, sollte selbst die Skeptiker unter ihnen bekehren.
Andy Beta schrieb in Vulture,  God Is More Than Love Can Ever Be, das auch als Blithe Spirit Dance, Days of Happiness und Trio bekannt ist, sei eine der seltensten Sun Ra-Platten. Es sei auch eines der wenigen Momente, dass man Sun Ra ohne seine Arkestra-Musker wie Gilmore, Patrick oder Allen in irgendeiner Form hören könne. In Zusammenarbeit mit dem Bassisten Hayes Burnett und dem neusten Arkestra-Schlagzeuger Samurai Celestial (a.k.a. Eric Walker) stehe das Klavierspiel von Sun Ra im Mittelpunkt. Das gezeigte rhythmische Zusammenspiel sei dürr und dennoch geschmeidig und gebe Sun Ra viel Raum, um seine beeindruckenden Fähigkeiten am Piano zu demonstrieren. Bei allen Superlativen, die zur Beschreibung seines Vermächtnisses [als Bandleader] eingesetzt werden, bleibe seine Begabung als Pianist oft unberücksichtigt. Dieses schlanke Album schaffe da Abhilfe.
Auch für David Mochida Krispel gehört God Is More Than Love Can Ever Be zu den „Schätzen“ im Repertoire von Sun Ra. „Wie sonst nur Thelonious Monk beherrscht er die Kunst, vermeintlich falsche Noten richtig klingen zu lassen; analog zu Cecil Taylor haut er teils so rasant auf seine Tasten, als wären sie 88 gestimmte Trommeln. Eine fast tänzerische Vorstellung in fünf kompakten Stücken.“